# Annett Fleischer
Annet Fleischer (Berlino, 21 giugno 1979) è un'attrice, conduttrice televisiva e modella tedesca.

## Biografia
Annett Fleischer è nata a Berlino Est ed è cresciuta a Berlino-Lichtenberg e Hoppegarten. Dopo la laurea nel 1999, ha lasciato la città per studiare ad Amburgo. Nel 2003 è stata scoperta all'Università di Lüneburg e invitata a un casting per la serie giovanile di ZDF Bravo TV. Vive e lavora principalmente a Berlino.

### Studi e formazione
Annett Fleischer ha studiato comunicazione e marketing ad Amburgo ed ha proseguito gli studi in scienze culturali applicate all'Università di Lüneburg. Parallelamente allo studio, ha regolarmente preso lezioni di recitazione a Berlino. Oltre a lavorare come attrice, lavora anche come presentatrice televisiva ed eventi. Ha cominciato partecipando a sfilate di moda ed eventi musicali.
Nel 2011/2012 ha completato il corso "School of Happiness" presso l'Istituto Ernst Fritz-Schubert di Heidelberg.

### Playboy
Il numero di luglio 2016 dell'edizione tedesca di Playboy ha pubblicato una copertina e un servizio con protagonista Annett Fleischer. Le immagini sono state scattate dalla fotografa tedesca Sabine Liewald in varie zone di Zurigo.

### Televisione
Il primo lavoro della Fleischer è stata una collaborazione fissa dal 2002 con la serie della ZDF dal titolo Bravo T. Dopo questa prima esperienza, fu attrice protagonista della serie TV Zehr promossa dalla NDR, come pure in Tramitz and Friends (Pro7) e nella commedia con sketch in candid-camera Böse Mädchen (2007) su RTL Germania. Dal 2011 ha preso parte alla serie thriller Hubert und Stalle nel ruolo della seducente sergente di polizia Sonja Wirth al fianco di Christian Tramitz e di Helmfried von Lüttichau. Nel 2011 ha fatto una apparizione nella serie Alarm für Cobra 11 – Die Autobahnpolizei (Squadra speciale Cobra 11) su RTL Germania nell'episodio Familienangelegenheiten (Affari di famiglia) e nell'episodio 14º Distretto. Nella serie TV della ZDF SOKO Wismar del 2008, ha ricoperto il ruolo di Marion Meer con notevole successo. Nel 2010, recitò in Countdown – Die Jagd beginnt nell'episodio Aussage gegen Aussage.
Nel 2006 e nel 2007, la Fleischer ha presentato inoltre Studioeins sul canale Das Erste, il canale principale della rete televisiva pubblica tedesca. Dal 2007 al 2008 ha preso parte al primo talk-format sul canale svizzero Star TV Talk with Annett. È apparsa diverse volte come reporter per Sat 1 (Kerner) o per RTL (ad esempio in Explosiv - Das Magazin). Su ZDFneo nel 2012 ha presentato Traumhaus-Duell con Florian Simbeck. Dal 2011 è la presentatrice del Lotto e del Totoblock tedesco.

### Volontariato
Nel 2011, insieme al giornalista e autore Sven Kuntze, ha fondato l'organizzazione no-profit "Netzwerk des Lebens e. V. ", con l'intento di trovare soluzioni per venire incontro a persone sole ed in particolare se queste sono anziane.
Annett Fleischer è stato membro attivo dell'associazione per bambini e ragazzi di Berlino Kids & Co. e. V. Dal 2013 è patrona del PulsCamp di Berlino che motiva i bambini ed i giovani a fare volontariato. Organizza regolarmente workshop per età comprese tra gli 8 ed i 10 anni, a sostegno comportamentale nella vita scolastica e nel quotidiano.

## Filmografia

### Televisione
- Für meine Kinder tu' ich alles, regia di Annette Ernst (2009)
- Hansi und Hubsi, regia di Oliver Mielke (2012)
- Hubert und Staller - Die ins Gras beißen, regia di Wilhelm Engelhardt (2013)
- Hubert und Staller - Unter Wölfen, regia di Jan Markus Linhof (2016)

### Serie TV
- Bravo TV (1993)
- Axel! wills wissen – serie TV, episodi 1x10 (2005)
- Sehr witzig (2005)
- SOKO Wismar – serie TV, episodi 5x15 (2009)
- Dennis & Jesko – serie TV, episodi 1x1-2x6 (2009)
- Countdown - Die Jagd beginnt – serie TV, episodi 2x6 (2011)
- Squadra Speciale Cobra 11 (Alarm für Cobra 11 - Die Autobahnpolizei) – serie TV, episodi 23x5-30x6 (2008-2011)
- Die Draufgänger – serie TV, episodi 1x2 (2012)
- 14º Distretto – serie TV, episodi 25x17 (2012)
- Böse Mädchen – serie TV, 24 episodi (2007-2013)
- Verstehen Sie Spaß? – serie TV, episodi 1x158 (2016)
- In aller Freundschaft - Die jungen Ärzte – serie TV, episodi 3x8 (2017)
- Hubert und Staller – serie TV, 82 episodi (2011-2017)